# کلتسوکو
کلتسوکو (به لهستانی:  Klecewko) یک روستا در لهستان است که در گمینا ریوو واقع شده‌است.
 کلتسوکو  ۱۰۰ نفر جمعیت دارد.